# 竜虎一代
『竜虎一代』（りゅこいちだい）は、1964年9月23日に公開された東映製作の日本映画である。

## あらすじ
明治24年、北九州の遠賀川に鉄道が敷設されようとしていた。しかし、船で石炭を運んでいた川船頭たちは鉄道が敷かれると仕事がなくなってしまうので、強硬に反対した。またそのために、幼馴みであった鉄道敷設を進める松橋組社長松橋玄一郎と川船頭親方石岡とは仲違いをしていた。そんなとき、玄一郎が暗殺された。刑事・三杉に追われて東京から流れてきたやくざ、草刈信次郎は松橋が刺殺された現場に居合せていた。松橋の娘雪子と松橋組組頭宮川のすすめを一旦は断るが、酒亭「ひさご」で騒動を起こしてしまい、責任をとるため松橋組の居候となる。草刈はやくざの気質が抜けず、幾度も喧嘩をしそうになったが、鉄道工夫の仕事にしだいに生甲斐を感じるようになっていった。そんな草刈に、酒亭の酌婦北島くみは惚れていった。
鉄道の敷設が進む中、川船頭たちの抵抗も激しくなる。ついには雪子の弟・新一が石岡のところへ直接乗りこんだ。草刈と石岡組組頭であり雪子の恋人・縄手の機転で、新一はなんとか解放される。鉄道の敷設は中止されると石岡は踏んでいたが、中止されるどころか、より力が注がれていた。縄手は平和的に抗争を仲裁するため、石炭掘削の会社の組合に乗りこんで川船頭にも石炭を運ばせるように署名を求めたが、組合の重役たちは渋った。
石岡は工事を中止させるため、鉄橋にダイナマイトを仕掛けた。縄手は雪子に教えるが、時すでに遅く鉄橋は爆破され、居合わせた新一は死に、列車は川に落ちてしまった。父だけでなく弟までも失った雪子を哀れに思い、草刈は石岡のところに乗りこむ。しかし彼の前に縄手が立ちはだかった。草刈は縄手を刺した。そこへ三杉と警察が来た。草刈は大人しく捕まった。鉄道は無事開通した。

## スタッフ
- 監督：小林恒夫
- 脚色：村尾昭
- 原作：岩下俊作
- 企画：川崎修英、大賀義文
- 撮影：林七郎
- 美術：田辺達
- 音楽：木下忠司
- 録音：広上益弘
- 照明：梅谷茂
- 編集：田中修
- 特撮：矢島信男

## キャスト
- 草刈信次郎：鶴田浩二
- 松橋雪子： 富司純子
- 縄手清治：天知茂
- 北島くみ：佐久間良子
- 松橋玄一郎：柳永二郎
- 三杉誠 ：加藤武
- 松橋新一 ：千葉真一